# Скачков, Виктор Михайлович

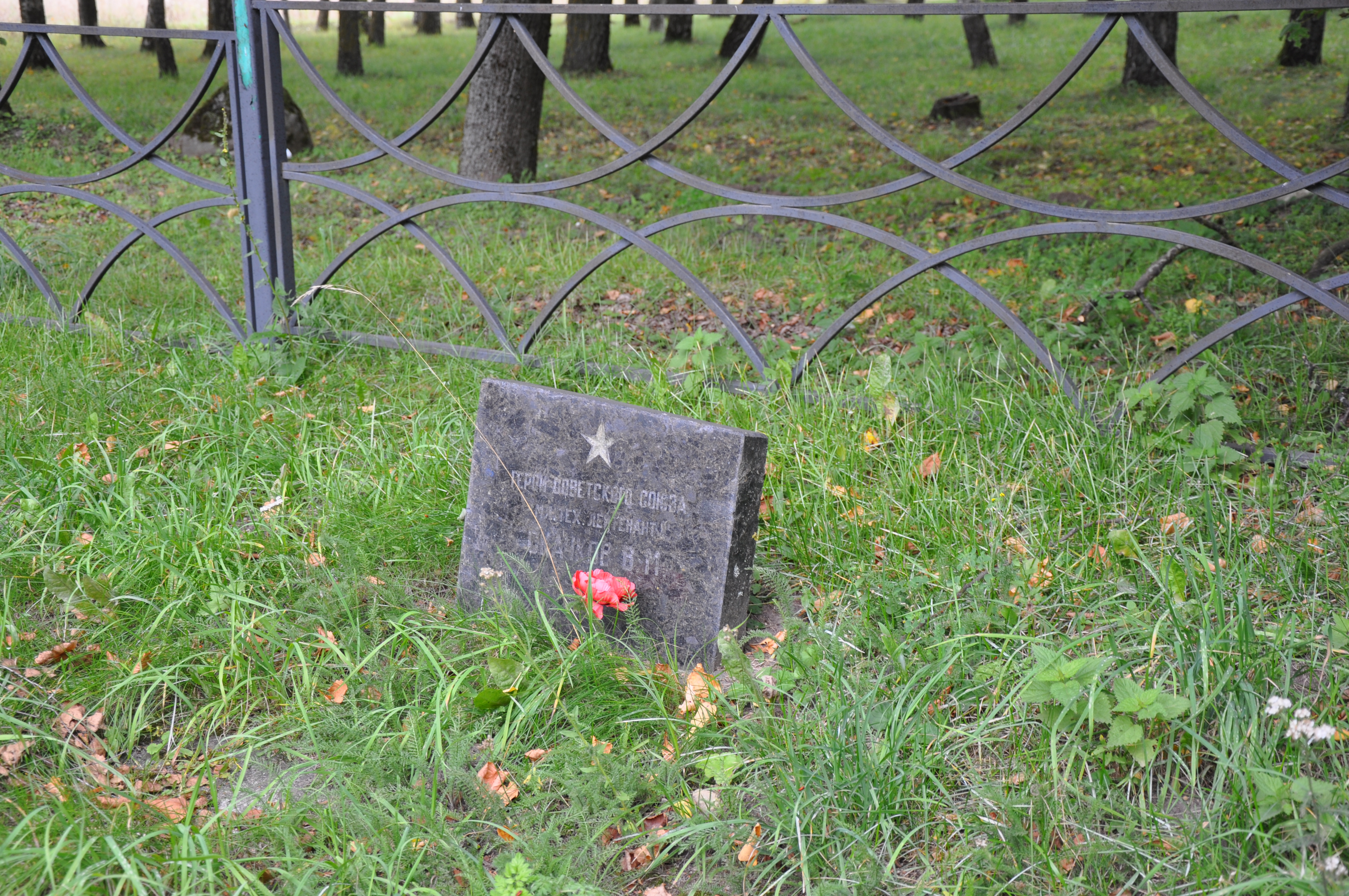
Надгробный памятник, посёлок Джуксте, Латвийская Республика.

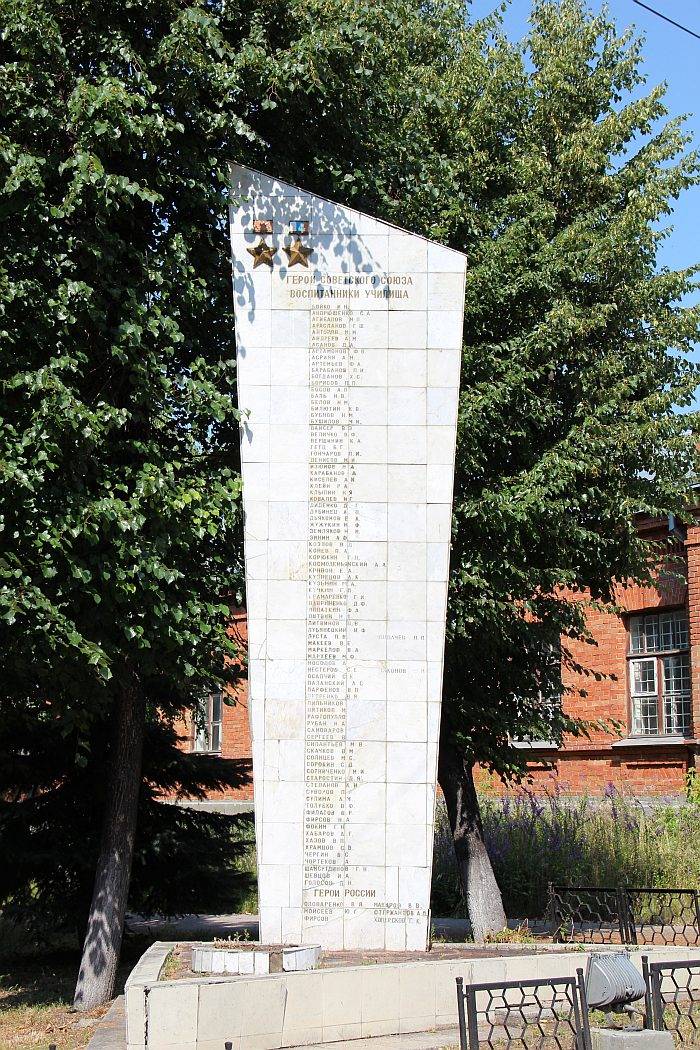
Стела Героев СССР и России — воспитанников Ульяновского танкового училища, фото 2013 года.

Стела Героев СССР и России — воспитанников Ульяновского танкового училища, фото 2021 года.

Магнитогорский индустриальный техникум.

Виктор Михайлович Скачков (18 января 1923, Давыдовка, Челябинская губерния — 27 декабря 1944, Джукстская волость, Елгавский уезд) — гвардии младший техник-лейтенант Рабоче-крестьянской Красной Армии, участник Великой Отечественной войны, Герой Советского Союза (1945).

## Биография
Виктор Михайлович Скачков родился 18 января 1923 года в селе Давыдовском Давыдовского сельсовета Давыдовской волости Курганского уезда Челябинской губернии, ныне село Давыдовка входит в Притобольный муниципальный округ Курганской области. Русский. Виктор Михайлович был пятым ребёнком в семье крестьянина, в которой было 6 человек детей. Отец его был председателем сельсовета (умер в 1928 году), мать — почтовым работником.
Окончил 5 классов Давыдовской школы и продолжил учёбу в селе Кызыласкер Карагандинской области Казакской АССР РСФСР (ныне Мамлютского района Северо-Казахстанской области), куда семья Скачковых переехала в 1934 году на постоянное местожительство. Жили на ферме № 2, а он учился в центральной усадьбе Кзыласкерского совхоза.
Во время учёбы принимал участие в работе сельского клуба, по воскресеньям выступал в самодеятельных концертах (по воспоминаниям односельчан, последней постановкой, в которой он участвовал, был спектакль по поэме "Цыганы" А. С. Пушкина).
В 1937 году он продолжил учиться в восьмом классе Петровской средней школы, что в 12 км от фермы № 2. По окончании восьмого класса он поступает учиться в Магнитогорский индустриальный техникум, проучившись 1 год, он бросил учёбу из-за того, что семья не имела возможности помочь ему материально. Он начал свою трудовую деятельность в селе Боголюбово Приишимского района в качестве учителя.
В 1940 году по собственной просьбе его перевели в Кзыласкерскую школу учителем. В Кзыласкерской школе он вёл четвёртый класс, пятый. Седьмым классам преподавал черчение и рисование, в седьмом химию.
В ноябре 1940 года призывалась на службу молодежь 1921 года рождения, и он вместе со старшим братом добровольно ушёл в ряды Рабоче-крестьянской Красной Армии. Призван Приишимским РВК Северо-Казахстанской области. Проходил службу в Западной Белоруссии.
С начала Великой Отечественной войны — на её фронтах. В боях три раза был ранен. После лечения направлен на курсы механиков-водителей в город Челябинск, а затем на усовершенствование знаний направлен Ульяновское танковое училище, которое окончил в 1943 году. 
В ноябре 1944 года — член ВЛКСМ.
К декабрю 1944 года кандидат в члены ВКП(б) гвардии младший техник-лейтенант Виктор Скачков был старшим механиком-водителем танка ИС-2 (в некоторых документах танк также назывался КВ-122) 8-го отдельного гвардейского отдельного танкового Корсунского Краснознамённого полка прорыва 19-го танкового Перекопского Краснознамённого корпуса 2-го Прибалтийского фронта. Отличился во время освобождения Латвийской ССР. 26 декабря 1944 года экипаж Скачкова принимал активное участие в прорыве немецкой обороны под городом Кандава в районе мызы Пиенава (латыш. Pienava).
27 декабря 1944 года участвовал в отражении крупной немецкой контратаки. В разгар боя в районе мызы Яунцирпьи танк был подбит, Скачков остался единственным в строю из всего экипажа. Пытаясь потушить возгорание, погиб от второго попадания немецкого снаряда (снаряд попал в топливный бак). Действия Скачкова и его экипажа способствовали успешным действиям основных сил. Мыза Яунцирпьи входила в Джукстскую волость (латыш. Džūkstes pagasts) Елгавского уезда Латвийской ССР, ныне мыза не существует, её территория входит в Джукстскую волость (латыш. Džūkstes pagasts) Тукумского края Латвийской Республики.
Похоронен на братском воинском кладбище в посёлке Джуксте Тукумского края Латвийской Республики.
Через 2 месяца, 15 февраля 1945 года, войска 201-й стрелковой дивизии освободили мызу Пиенава, а 16 февраля 1945 года — мызу Яунцирпьи. Город Кандава оставался под контролем Рейхскомиссариата Остланд до мая 1945 года, когда стало известно о капитуляции Германской империи и Группа армий «Курляндия» прекратила сопротивление.

## Награды
- Указом Президиума Верховного Совета СССР от 24 марта 1945 года гвардии младший техник-лейтенант Виктор Скачков посмертно был удостоен звания Героя Советского Союза[7][8]:
  - Орден Ленина,
  - Медаль «Золотая Звезда»;
- Орден Отечественной войны I степени, 30 ноября 1944 года[9];

## Память
- Улица Скачкова в городе Мамлютка Мамлютского района Северо-Казахстанской области[4] Республики Казахстан
- Улица Скачкова в селе Кызыласкер Мамлютского района Северо-Казахстанской области Республики Казахстан.
- 16 марта 1965 года в его честь была названа школа в селе Кызыласкер Мамлютского района Северо-Казахстанской области[10] (в настоящее время - коммунальное государственное учреждение «Кызыласкерская средняя школа имени В.М. Скачкова» в селе Кызыласкер Мамлютского района Северо-Казахстанской области Республики Казахстан); позднее учителями и учениками у здания школы была посажена тополиная аллея в память о герое[4].
- В 2019 году Евгений Зиновьев создал мультипликационный фильм «Скачков»[11][12].
- В 1968 году установлен бюст в селе Кызыласкер Мамлютского района Северо-Казахстанской области Республики Казахстан — 54°25′32″ с. ш. 67°48′10″ в. д.HGЯO[13].
- В селе Давыдовка Притобольного муниципального округа Курганской области установлен бюст — 54°55′42″ с. ш. 65°23′16″ в. д.HGЯO
- Мемориальная плита на Аллее Героев в городе Мамлютка Мамлютского района Северо-Казахстанской области Республики Казахстан. Аллея открыта 9 мая 2015 года — 54°56′15″ с. ш. 68°32′18″ в. д.HGЯO
- Мемориальная доска в городе Кандава Латвийской Республики.
- Мемориальная доска на здании Магнитогорского индустриального техникума. Ныне здание заброшено. Челябинская область, город Магнитогорск, ул. Большевистская, 11 — 53°23′54″ с. ш. 59°03′28″ в. д.HGЯO
- Мемориальная доска, Курганская область, Притобольный муниципальный округ, село Давыдовка, ул. Школьная, 9 — 54°55′42″ с. ш. 65°23′05″ в. д.HGЯO
- Упомянут на стеле Героев СССР и России — воспитанников Ульяновского танкового училища. 6 сентября 2018 года открыта (обновлённая или ещё одна?) стела — 54°18′50″ с. ш. 48°23′59″ в. д.HGЯO

## Семья
Отец, Скачков Михаил (? — 1928), был председателем сельсовета.
Мать, Дарья Семёновна, была почтовым работником. 
Сестра - Галина Скачкова.
Жена Скачкова Дарья Соломоновна.